# Republika Pontyjska
Republika Pontyjska − prowizoryczne, demokratyczne państwo stworzone przez prawosławnych Greków pontyjskich (Pontów), istniejące w północnej Azji Mniejszej (na terenach historycznego Pontu), faktycznie w latach 1917–1919.
Od końca XIX wieku władze osmańskie poddawały zamieszkującą tereny dawnego Pontu ludność grecką systematycznym prześladowaniom. W szczególności, znaczną część greckiej ludności prawosławnej tego regionu, w tym większość dorosłych mężczyzn, eksterminowano w latach 1913–1922. Represyjna polityka Turków zmuszała Greków do szukania schronienia w niegościnnych i trudno dostępnych Górach Pontyjskich, które stały się punktami oporu dla rebeliantów. W trakcie I wojny światowej na terenach Pontu miejscowa ludność prawosławna utworzyła separatystyczny rząd, niezależny od sułtanatu osmańskiego, domagający się niepodległości Pontu lub powołania federacyjnego państwa pontyjsko-ormiańskiego. Przywódcami kraju zostali ówczesny biskup Trapezuntu Chryzant (późniejszy metropolita Aten) oraz biskup Kastorii Herman (Karavangelis).
W traktacie pokojowym z Sèvres w 1920 mocarstwa ustaliły, że rejon ten będzie częścią Armenii. Jednak w wyniku porażki Grecji w wojnie grecko-tureckiej Pont został zajęty przez Turków, co usankcjonował traktat pokojowy z Lozanny z 1922.
Symbolem Republiki Pontyjskiej był jednogłowy orzeł z czasów dynastii Komnenów, władających Trapezuntem. W ten sposób jej twórcy nawiązywali do tradycji państwowych tego regionu w średniowieczu, gdy w latach 1204–1461 istniało tutaj bizantyńskie Cesarstwo Trapezuntu.